# Grotniki (województwo łódzkie)
Grotniki – wieś letniskowo-wypoczynkowa w Polsce położona w województwie łódzkim, w powiecie zgierskim, w gminie Zgierz. Grotniki wraz z Jedliczem A i Jedliczem B oraz Ustroniem stanowi tzw. Trójwieś.

## Charakterystyka
| SIMC    | Nazwa    | Rodzaj    |
| ------- | -------- | --------- |
| 0416835 | Krzemień | część wsi |

Jest to najprawdopodobniej najmłodsza miejscowość na terenie gminy Zgierz. Jej oficjalne pojawienie się na mapach datuje się na rok 1924 (wraz z powstaniem linii kolejowej Łódź – Kutno i wybudowaniem stacji kolejowej), aczkolwiek historia tych terenów sięga wielu lat wstecz (Jedlicze A i B oraz Ustronie to stosunkowo stare wsie).
Geneza miejscowości związana jest z postacią generała majora Michała Kurysa, carskiego zarządcy okolicznych lasów. W 1905 roku wybudował on pałacyk oraz folwark, który nazwał Grotniki, od nazwy miejscowości w Świętokrzyskim, w której posiadał majątek majoracki. W 1868 roku za straty spowodowane uwłaszczeniem chłopów otrzymał rekompensatę w postaci terenów leśnych w okolicach Łodzi.
Po I wojnie światowej tereny te stały się własnością rodziny Jungowskich, fundatorów kościoła (obecnie kościoła Niepokalanego Poczęcia Najświętszej Maryi Panny). Z początkiem lat 20. XX w. rozparcelowali oni swój majątek, przeznaczając go na działki letniskowe. W 1924 roku poprowadzona została linia kolejowa z Łodzi do Kutna, która zapoczątkowała „karierę” letniskowo-wypoczynkową miejscowości.
W okresie międzywojennym Grotniki zyskały uznanie wczasowiczów ze względu na wspaniałe walory środowiska przyrodniczego oraz mikroklimat posiadający cechy zbliżone do mikroklimatu Rabki. Wraz z podobnymi im miejscowościami, tj. Sokolnikami i Kolumną stały się ulubionymi letniskami mieszkańców aglomeracji łódzkiej.
W czasie II wojny światowej miejscowość została przemianowana na Grottensee.
Po II wojnie światowej nastąpił dalszy rozwój miejscowości. Powstała tu znaczna liczba ośrodków kolonijnych i wczasowych, wybudowano szkołę podstawową tysiąclatkę. Z końcem lat 80. XX w., w związku z przemianami ustrojowymi zmienił się częściowo charakter Grotnik. Zaczęły pełnić funkcję „sypialni” dla mieszkańców aglomeracji łódzkiej.
W latach 1954–1972 wieś należała i była siedzibą władz gromady Grotniki. W latach 1975–1998 miejscowość administracyjnie należała do ówczesnego województwa łódzkiego. 
We wsi na miejscowym cmentarzu został pochowany piosenkarz Krzysztof Krawczyk, który mieszkał w miejscowości Jedlicze B.